# Míssil balístico de curto alcance

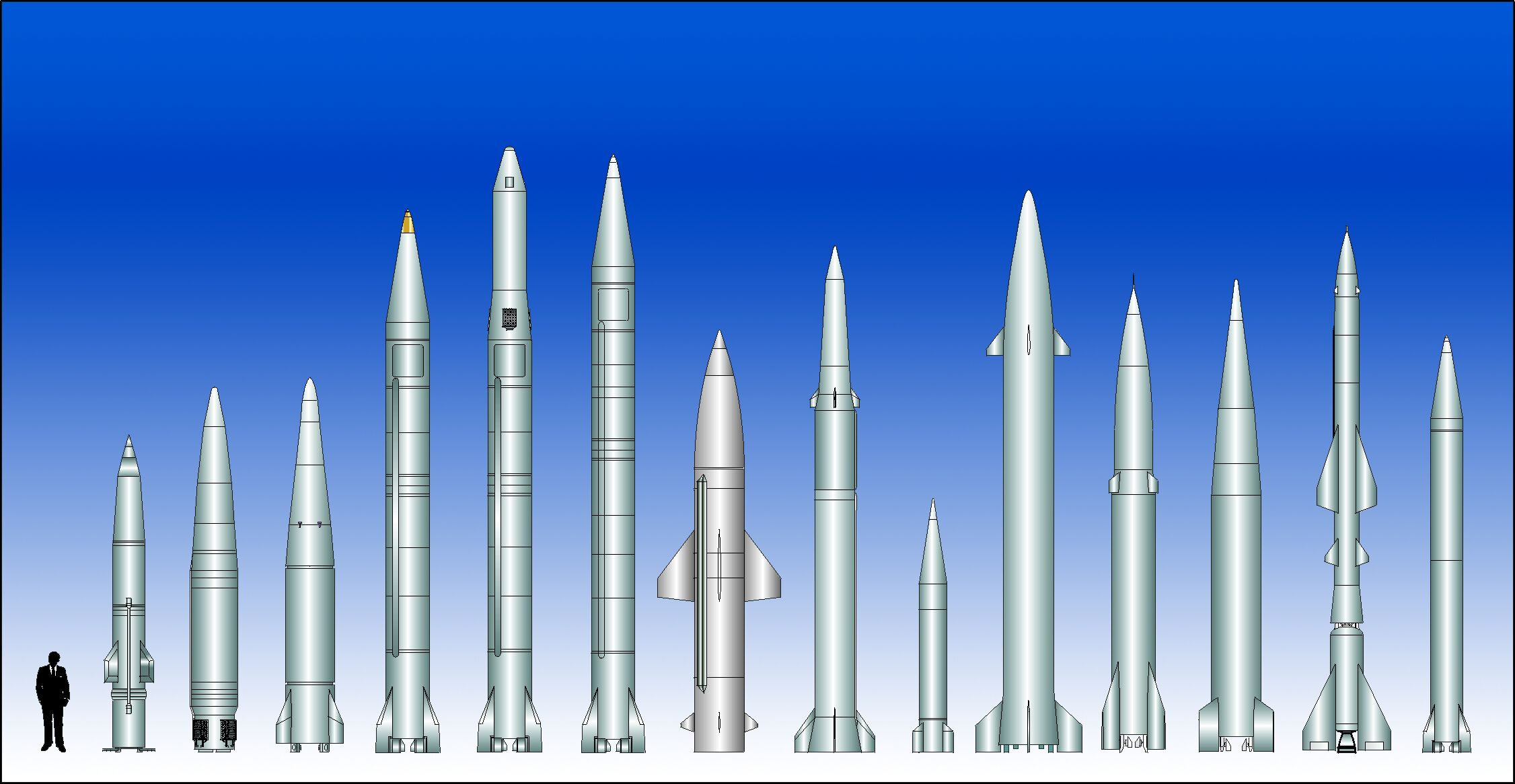
Mísseis SRBM

Um Míssil balístico de curto alcance (em inglês: short-range ballistic missile) - SRBM, é um Míssil balístico com alcance de até 1 000 km.

## SRBMs por país

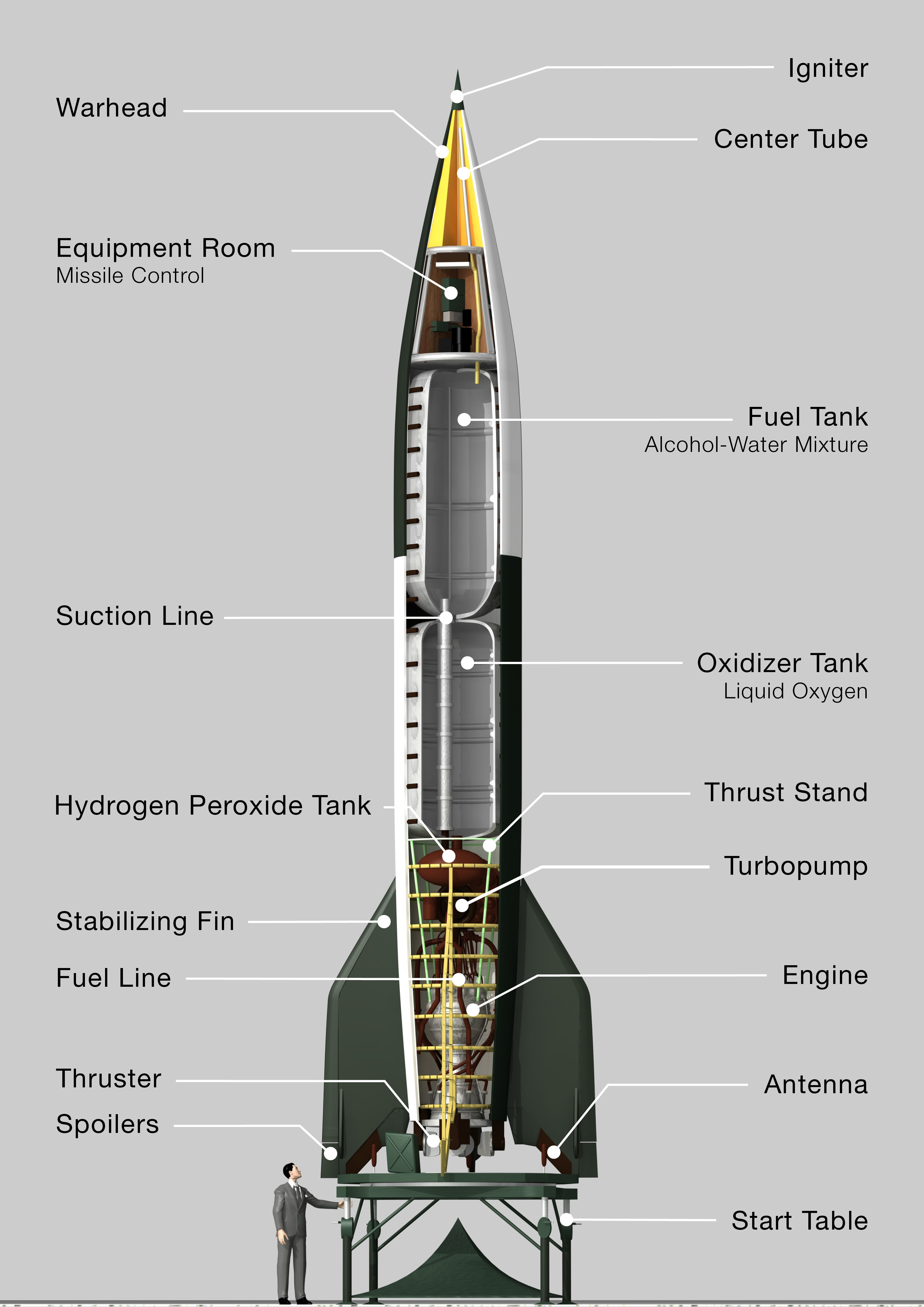
Vista em corte do míssil Aggregat-4 / V-2.

Taiwan
- Sky Spear 120-300 km

China
- B-611 150-280 km
- BP-12/A 300 km
- Type 621 300 km
- Type 631 400 km
- DF-12/M20 280-400 km
- DF-11 350 quilômetros (220 mi)
- DF-15 600 quilômetros (370 mi)
- DF-16 1 000-1 600 km

França
- Pluton 120 km
- Hadès 480 km

Alemanha
- V-2 320 km  Nazi Germany
- Rheinbote 160 km  Nazi Germany

Índia
- Agni I 700–900 km
- Prithvi I 150 km
- Prithvi II 250–350 km
- Prithvi III 350–750 km
- Prahaar 150 km
- Shaurya 700 km
- BrahMos 600 km

Irã
- Tondar-69 150 km
- Naze'at 100–130 km
- Zelzal-1 150 km
- Zelzal-2 210 km
- Zelzal-3 200–250 km
- Zolfaghar/Zulfiqar[2] 700 km
- Fateh-110 300 km
- Fateh-313 500 km
- Shahab-1 350 km
- Shahab-2 750 km
- Shahab-3 1 300-1 930 km
- Qiam 1 700–800 km

Iraque
- Al Hussein 400 km

Israel
- Jericho I 500 km
- LORA 300 km
- Predator Hawk 300 km

Coreia do Norte
- Hwasong-11 120-220 km
- Hwasong-5 320 km
- Hwasong-6 500 km
- Hwasong-7 700-995 km
- KN-23 250-700 km

Coreia do Sul
- Hyunmoo-1 180–250 km
- Hyunmoo-2 300–800 km
- KTSSM 120 km

Paquistão
- Ghaznavi (míssil) 290 km[3]
- Abdali 180 km
- Nasr 70 km

União Soviética/Rússia
- R-1 (míssil) 270 km
- R-2 (míssil) 600-1.200 km
- TR-1 Temp 900 km
- Scud A-D  180–700 km
- OTR-21 Tochka-U 70-185 km /
- OTR-23 Oka 500 km /
- 9K720 Iskander-M 400-500 km

Sérvia
- Sumadija (lançador multiplo de foguetes) 70-285 km

Turquia
- J-600T Yıldırım I 150 km
- J-600T Yıldırım II 300 km
- J-600T Yıldırım III 900 km

Ucrânia
- Grіm-2 50-500 km

Estados Unidos
- MGM-18 Lacrosse 19 km
- MGM-31 Pershing 740 km
- MGM-52 Lance 70–120 km
- PGM-11 Redstone 92–323 km
- MGM-140 ATACMS 128–300 km

Iêmem
- Burkan-1 (Scud modificado) 800 km  (Houthis)[4]
- Burkan-2 (Scud modificado)  (Houthis)[5][6]
- Qaher-1 (S-75 Dvina modificado) 300 km  (Houthis)
- Qaher-M2 400 km  (Houthis)[7][8]